# Huraagandu
Huraagandu est une petite île inhabitée des Maldives située dans l'atoll Malé Nord, dans la subdivision de Kaafu. Elle voisine Thulusdhoo, avec laquelle elle est reliée par une passerelle.

## Géographie
Huraagandu est située dans le centre des Maldives, dans l'Est de l'atoll Malé Nord, dans la subdivision de Kaafu. 